# Babinow-Straße
Die Babinow-Straße war eine Straße über den Ural vom europäischen Teil Russlands nach Sibirien. Sie führte von Solikamsk nach Werchoturje. Die Altstraße wurde 1595 bis 1597 von einem Einwohner Solikamsks, Artemi Babinow, gebaut und eröffnet und erhielt zu seinen Ehren ihren Namen. Ab 1598 ersetzte sie die Tscherdyn-Straße.
Die Straße begann am Glockenturm der Kathedrale in Solikamsk.
Der Bau der Straße begann 1595 und dauerte zwei Jahre. Nach dem Erlass des Zaren wurden 42 Personen, darunter 40 Bauern, Babinow unterstellt, zu dessen Aufgaben es gehörte, die Flächen für den Straßenbau zu räumen und auszustatten sowie Brücken über kreuzende Flüsse zu legen. Die Länge der Straße betrug etwa 260 Werst; sie war damit wesentlich kürzer als die bisher genutzte Route. Im Jahr 1597 erreichte die Straße die mansische Siedlung Nerom-Kar, die im Oberlauf des Flusses Tura liegt. Ein Jahr später begann an diesem Ort der Bau der Stadt Werchoturje.
Zum Schutz der Straße wurden mehrere Wachen und Festungen gebaut.
Da sie deutlich kürzer als die zuvor benutzte Straße durch Tscherdyn war, spielte sie eine wichtige Rolle bei der Entwicklung Sibiriens. Zwei Jahrhunderte lang war die Babinow-Straße die einzige Route, die den europäischen Teil Russlands mit Asien verband. Die Straße wurde unter anderem für den Postverkehr, die Aussendung von Botschaftern und wissenschaftliche Expeditionen genutzt. Bauern suchten gezielt freies Land an der Strecke. 1754 wurde die Postroute verlegt. Damit verlor die Straße ihre Bedeutung; 1763 wurde sie offiziell geschlossen.
Die ehemalige Babinow-Straße ist an einigen Stellen gut erhalten, etwa in Solikamsk und Werchoturje, an anderen Stellen jedoch sind von ihr keine Spuren zurückgeblieben. 1997 wurde das 400-jährige Jubiläum der Babinow-Straße gefeiert.
2009 brachten lokale Historiker aus Solikamsk gemeinsam mit Autotouristen aus Moskau Gedenktafeln in Babinows Geburtsort Werch-Ussolka an. Im September 2013 wurde dort zudem ein Gedenkstein für Artemi Babinow aufgestellt. Er befindet sich in der Nähe der alten Kirche an der Stelle, an der die Straße verlief. Im Jahr 2015 wurde der Versuch unternommen, mit Geländefahrzeugen Teile der historischen Route nachzufahren. Dies stellte sich jedoch als unmöglich heraus, weil Teile der früheren Straße inzwischen vollständig bewachsen und damit nicht mehr befahrbar sind.

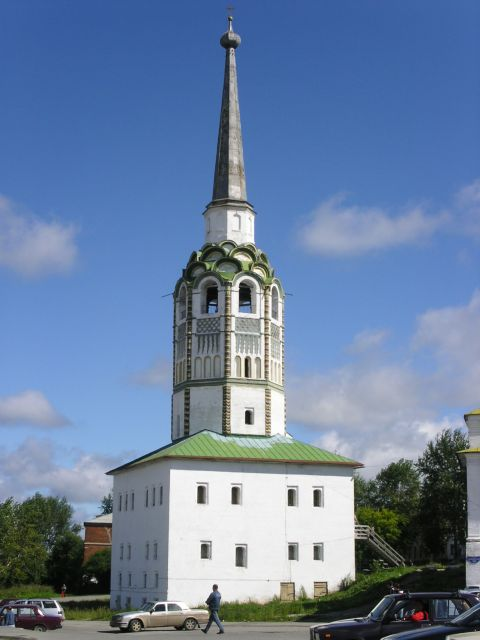
Kathedrale in Solikamsk, Beginn der Babinow-Straße
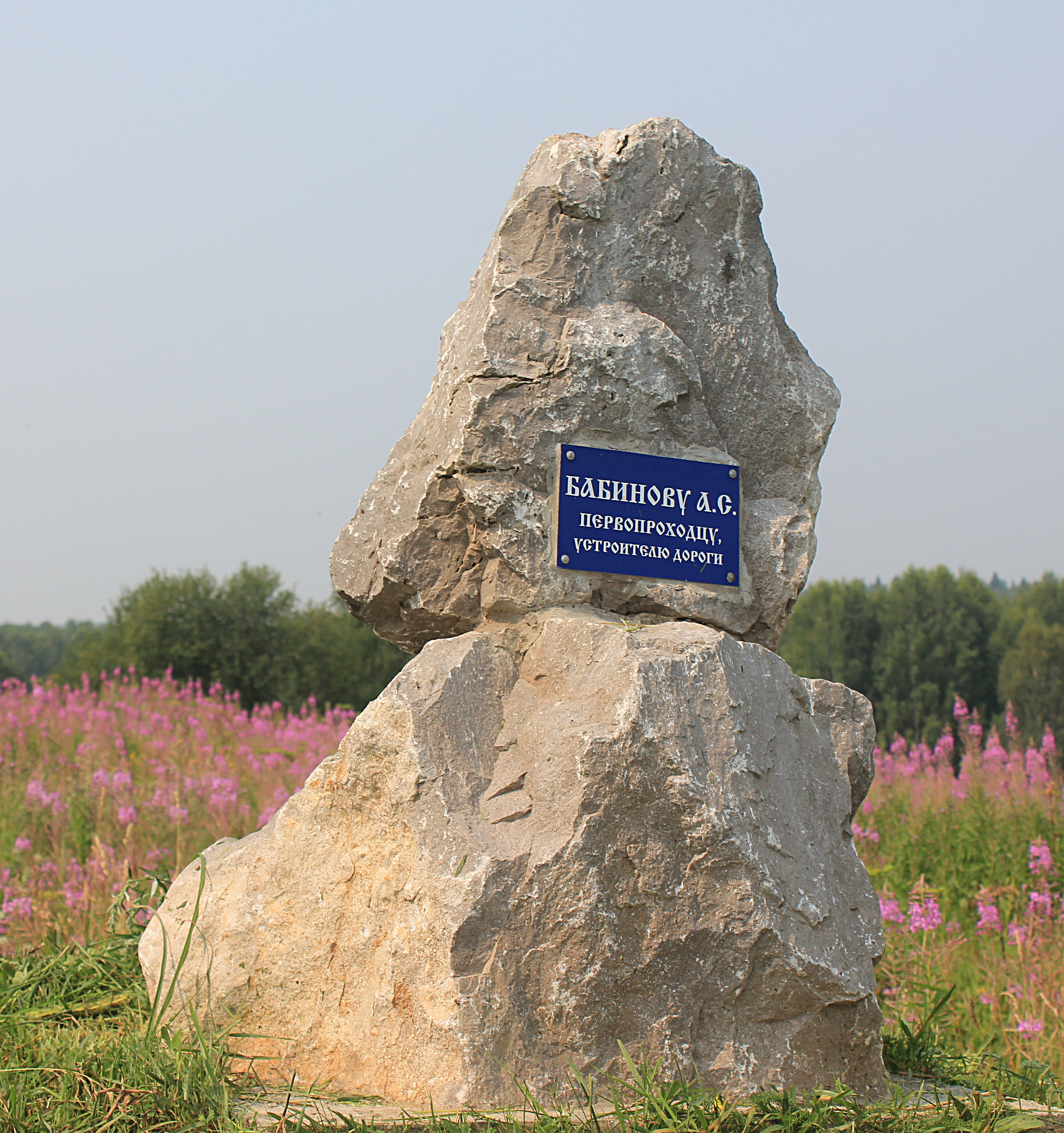
Gedenkstein für Artemy Babinov in Werch-Ussolka
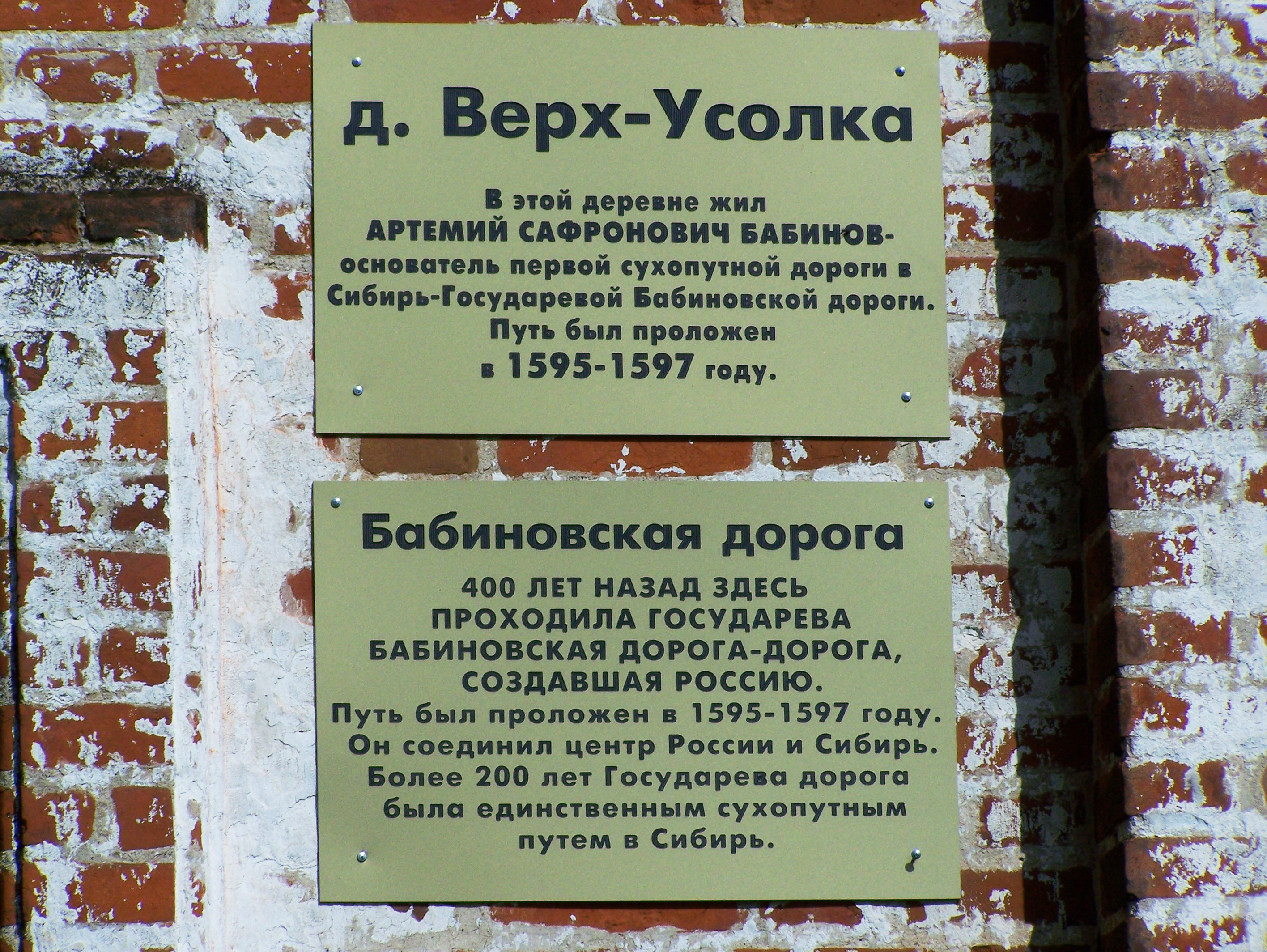
Gedenktafeln in Werch-Ussolka
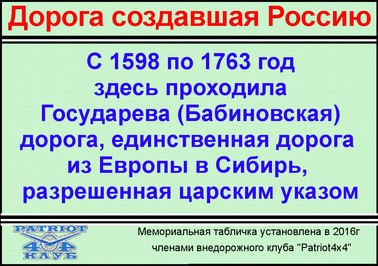
Im Jahr 2016 entlang der gesamten Strecke angebrachte Gedenktafeln